# Амин-Заде, Зебо Мухиддиновна
Зебо Мухиддиновна Амин-заде (тадж. Зебо Муҳиддиновна Аминзода; род. 3 октября 1948) — советская, таджикская актриса, танцовщица, балетмейстер, хореограф, педагог. Народная артистка СССР (1986).

## Биография
Амин-заде Зебо родилась 3 октября 1948 года в Сталинабаде (ныне Душанбе, Таджикистан) (по другим источникам — в Худжанде) в семье профессиональных артистов, где и получила первые артистические навыки.
В 9 лет поступила в Московское хореографическое училище при Большом театре СССР, где проучилась 4 года (педагог Е. Н. Жемчужная). В 1962 году продолжила обучение в Ташкентском хореографическом училище (ныне Ташкентская государственная высшая школа национального танца и хореографии), которое закончила в 1965 году (педагог К. Миркаримова). В 1980 году окончила Ленинабадский педагогический институт им. С. Кирова (ныне Худжандский государственный университет).
В 1965—1978 годах — актриса Ленинабадского музыкально-драматического театра им. А. Пушкина (ныне Худжандский театр музыкальной комедии им. К. Худжанди).
В 1978—1993 годах — художественный руководитель и главный балетмейстер созданного ею Ансамбля танца «Зебо» при Государственном комитете СМ Таджикской ССР по телевидению и радиовещанию.
Ежегодно ставила по 10-12 танцев. Создала сценические хореографические образы: «Джавони», «Туёна», «Чупони», «Занг», «Санам», «Боди сабо», «Дар чаман», «Муноджот», «Вохури» и др. Репертуар ансамбля включал в себя как таджикские народные танцы, так и иранские, афганские, индийские, уйгурские, узбекские, непальские, кыргызские, русские и танцы других народов.
Гастролировала с ансамблем по городам СССР и за рубежом: Афганистан (1966, 1972, 1981, 1984), Болгария (1968), Англия (1969), Люксембург (1969), Бельгия (1969), Шотландия (1969), Чехословакия (1975), Непал (1978), Шри-Ланка (1978), Тунис (1981), Япония (1984), Испания (1986), Индия.
Исполнительница танцев и ролей в спектаклях: «Ашрофпараст» («Мещанин во дворянстве») Ж. Мольера, «Рамаяна» Н. Гусева, «Комде и Мадан» З. Шахиди, «Цыганка Аза» и др.
В 1993—1996 годах — председатель Координационного совета Межгосударственной телерадиокомпании «Мир». В 1996—2003 годах — советник председателя МТРК «Мир», затем консультант Межгосударственного экономического комитета Экономического союза СНГ. Жила в Москве.
В 2012 году возвратилась в Таджикистан, проживала в Худжанде, занималась подготовкой танцовщиц. В 2014 году, по приглашению Президента Таджикистана Э. Рахмона переехала в Душанбе, где ведёт работу по возрождению танцевального ансамбля «Зебо».

### Семья
- Отец — Мухиддин Амин-заде (1904—1966), поэт, переводчик, музыкант (играл на танбуре). Заслуженный деятель искусств Таджикской ССР
- Мать — Ойдиной Яхъяевна Усманова (1928—2014), актриса, певица. Народная артистка Таджикской ССР (1964)
- Бабушка — Кароматхон Закирова (1915—1965), певица, танцовщица, актриса. Народная артистка Таджикской ССР (1943)
- Сестра — Озод Амин-заде, поэтесса
- Брат — Мухсин Амин-заде, поэт, работал в печати и на телевидении Таджикистана
- Три сына, семеро внуков (живут в Москве).

## Награды и звания
- Лауреат IX Всемирного фестиваля молодёжи и студентов в Софии (золотая медаль — за исполнение таджикского народного танца, 1968)
- Заслуженная артистка Таджикской ССР (1975)
- Народная артистка Таджикской ССР (1980)
- Народная артистка СССР (1986)
- Премия Ленинскиго комсомола Таджикистана (1968)
- Правительственные награды.

## Фильмография
- 1986 — «Здравствуйте, Гульнора Рахимовна!»  — руководитель танцевального ансамбля «Зебо»